# Medizin Compact
Medizin Compact war ein deutsches Gesundheitsmagazin, das über Lesezirkel an Wartezimmer von Arztpraxen und Kliniken in Deutschland verteilt wurde. Daneben konnte das Magazin kostenpflichtig abonniert werden.
Das erste Heft wurde am 25. Februar 2013 veröffentlicht, die Erscheinungsweise des Magazins war 2-monatlich.
Medizin Compact war werbefinanziert. Im Quartal 3/2013 wurde der IVW unter der  IVW-Nr. 2240211192 eine verbreitete Auflage von 105.000 Exemplaren gemeldet.
Im Jahr 2015 wurde das Magazin eingestellt.